# Tom Clancy's Rainbow Six: Lockdown
Tom Clancy's Rainbow Six: Lockdown — тактичний шутер від компанії Red Storm Entertainment. Це четверта гра в серії Rainbow Six.

## Особливості гри
Rainbow Six: Lockdown по своїй суті дуже нагадує SWAT 4, але в трохи спрощеному варіанті. Перед початком місії можна ознайомитися з добре озвученим й ілюстрованим завданням, а також картами місцевості, що містять інформацію про ключові точки: висадки, входи в приміщення, точка виходу. Крім того, до початку місії можна провести екіпірування всіх бійців. Кожний з них може взяти із собою два види зброї з «примочками», таким як глушителі, приціли, збільшені магазини. Є ще два слоти для спорядження, які можуть являти собою як гранати, так і спеціальні інструменти. Комплекти зброї «за замовчуванням» цілком збалансовані.